# أنقرة أرينا
أنقرة أرينا هي صالة مغطاة تقع في أنقرة، تركيا. اُفتتحت في أبريل 2010 وتستوعب نحو 10،400 مشجع.